# ランドスケープ・プランニング
ランドスケープ・プランニング（英：landscape planning）とは、ランドスケープ・アーキテクチュアのうち、都市や地域、地方広域圏、国土保全に至る規模のプランニング・計画策定行為。

## 概要
武内和彦は、現代ランドスケープ・プランニングを捉える構図:特集・ランドスケープ・プランニングの現在-ランドスケープ研究65(3)(2001年)において、日本における景観という言葉が、日本にランドスケープ概念を導入した人物の一人である地理学者の辻村太郎の著書(1937年、『景観地理学講話』）において、「混同を防ぐ為に此所では地域の意味を含ませない」とし、「大罷に於いて眼に映ずる景色の特性と考へて差支ない」と述べている翻訳による概念の変化や視覚的側面に限定されたものと多くの人々によって理解されてきた綾小化をとりあげて、これを避けるため、また世界共通の課題としてランドスケープ・プランニングを議論するために、日本で「ランドスケープ・プランニング」という表記を定着させるべきとしている。これは日本語においてランドスケープ計画として表記することもできるが、日本語の「計画」という言葉ではプランニングとプランの違いが表現できないためとしている。同じ号の特集でハノーファー大学のフォン・ハーレンの文『ヨーロッパにおけるランドスケープ役割と可能性・プランニング』から、参加型の計画づくりが進むにしたがって、固定された目標像としてのプランよりも、そこに到達する過程であるプランニングが重要視されるようになろうと指摘し、その意味でもプランニングはそのまま表記する方が望ましいとしている。
なお、日本の景観法における景観計画の英語表記は、landscape planである。
この他武内は、ランドスケープ・プランニングは一般に一つは視覚・心理的な側面を重視した計画、もう一つは生態・環境的な側面を重視した計画という二面性をもつものとして捉えられてきたとし、日本語では、前者を風景計画、後者を環境計画と言い換えることも可能としているが、自身の国際会議などをつうじて確認して、こうした二面性を併せもつことこそがランドスケープ・プランニングの特質だということとしており、ハーバード大学のカール・スタイニッツが示した歴史的なランドスケープ・プランニングの発展過程でそのことが裏付けられ、心象風景から全体地域に至るまで、その概念の多義性こそが、ランドスケープの特質とし、ランドスケープ・プランニングの二面性をむしろそのような多義性を内包しているがゆえに、ランドスケープ・プランニングは、単なる風景計画や環境計画とは異なるユニークさを有しているとしている。
フォン・ハーレンはランドスケープ・プランニングも、生態系や審美性さらには人間の要求をも包含した総合的な行為であると考える必要を示し、また持続的な土地利用という理想のもとに、ランドスケープの多機能性に注目した空間的な環境計画である、と定義することもできること、そして既存または新たな土地利用の形態あるいはモデルの持続性を生態系と審美性の両面において持続的な生産性と関連づけながら評価するものであるとしている。その意味でランドスケープ・プランニングの焦点は,持続性の追求にあるとし、また経済面や、参画性を的確に組み込むことでさらなる相乗作用を見込むこともできるとしている。
丸田頼一編『環境都市計画事典』（朝倉書店、2005、ISBN 9784254180183）には、ランドスケープ計画 Landscape Planning についての解説がある。
この書によると、ランドスケープ計画とは、対立しがちな人間の諸活動とその基盤となる自然的環境の相互関係を整序しながら、ランドスケープを持続的に保全・整備し、利用するために策定される計画であり、環境都市計画の基本目標の実現を支援する最も重要な計画の1つであると解説している。そして、一般に、ランドスケープ計画は、様々な特性を内包する全体空間を主たる対象とし、広域圏、都市および地区のおのおのの空間スケールに対応する必要があることを指摘している。同書の32A 環境都市計画の意義・目標 環境都市とランドスケープ Environment City and Landscape では、今日都市の整備に際しては、環境保全、防災、レクリエーション、景観保全等様々な機能・効果を有する緑・緑地の保護・保全、公園緑地の系統的配置等をもって都市のグラウンドデザイン(ground design)を形成し、生態的にも適正な空間秩序による持続性ある環境都市の形成を目途としていること、また、環境都市・スマートシティ（環境配慮型都市）の創造にあたって、地球的規模での環境保全を視野に入れ、将来にわたって自然と人間活動との循環体系を重視する必要があることからかんがみ、このような局面において、ランドスケープの視点から、欧米での都市整備の特色を概観すると、欧州では、地域古来の風土や文化に根ざした整備が中心となってきていることを指摘し、ドイツのとイギリスのアメニティ思想、アメリカ合衆国についての変遷をとりあげ解説している。
ドイツでは、その思想が今日の生態学的視点を重視した土地利用計画や都市整備にまで及んでいる。特に1976年制定の連邦自然保護・ランドスケープ保全法により、州や都市レベルで「ランドスケープ計画」が策定される。
自然生態的特性に特に配慮したランドスケープ計画の1つとしてよく知られているものに、ドイツの「ラントシャフツプラン (de:Landschaftsplan) 」がある。その特徴としては、調査および解析・評価の段階において、ヒートアイランド現象や大気汚染にかかわる都市気候の改善、ビオトープの保全等の生物多様性の確保の側面が特に重視されていることが指摘でき、これを計画に、明確に位置づけている。
また、計画立案のプロセスにおいて、「都市建設管理計画 (de:Bauleitplan) 」Bプランの中の「土地利用計画 (de:Flachennutzung-splan) 」Fプラン、との一体化が義務づけられている。
このFプランやBプランと連携させつつ、都市計画に計画を組み込むことにより、都市と自然との調和、都市環境の質的向上等が体系的に図られている。
ドイツにおけるランドスケープのプランニングでは、プランニングと都市建設管理計画ふたつが実施され、課題の解明、予備調査をへて、ランドスケープ計画を伴った都市建設管理計画策定の必要性に対する意志決定（都市建設管理計画では、ランドスケープ計画を伴った都市建設管理計画策定の必要性に対する意志決定）を行う。その後、ランドスケーブ要素・自然の質の把握（都市建設管理計画では、都市計画現況調査）、ランドスケープの機能・解析・評価（都市建設管理計画では、都市計画の評価）、を行い、ランドスケーププランナーの判定：土地利用に対するランドスケープ育成上の総括的コンセプトの作成と、都市計画思想案の策定と、ランドスケープ計画の立案、ランドスケー計画構想（都市建設管理計画では、都市建設管理計画構想）をへて、主要なランドスケープ計画を伴った都市建設管理計画構想、地権者等関係者との協議、公開協議、制度上の手続きという流れとなっている。
『環境都市計画事典』では、米国について、19世紀末、広大な国土において都市や地域ごとに特徴的な整備や都市デザインの展開が主流となり、特に、公園緑地系統による都市デザインの起源となった「パークムーブメント」(1858年)公園緑地系統をはじめとして、20世紀前半の都市美運動や近隣住区論等の思想が脈々と流れてきたこと、また、20世紀半ばより造園実務にかかわる人物らが自然資源や都市景観の視覚的、空間的構造等を詳細に捉えた「ランドスケープデザイン」、人間的スケールによるコミュニティ形成等を重視した発想が影響力を及ぼすとともに、環境汚染の深刻化に対する法制化が活発となった。
このような中で、イアン・マクハーグの「デザイン・ウィズ・ネイチャー」(1969年)が刊行され、ランドスケープの科学的分析を土地利用計画に反映させたエコロジカルデザインの提唱を取り上げ、これは近年GIS技術の進歩に伴い、多角的に実用化されていること、また、20世紀後半以降は、大量生産・消費型の経済活動等を前提とする都市整備がもたらした環境悪化への反省から、新興住宅地や再開発等のコミュニティ単位を中心に、都市・地域レベルを対象として人間的な価値とランドスケープの統合に規範を置いたニューアーバニズム、健全な都市成長を目指すスマートグロース等が提唱されていることで、環境とさらに共生都市に向けた包括的な計画や事業手法への転換がみられているとしている。
『環境都市計画事典』ではまた、計画策定にあたって、計画目的および計画対象範囲を設定した後、ランドスケープにかかわる基礎調査および解析・評価を実施するとし、以下のとおり示している。
- はじめに調査では、自然的条件(気象、地形、水系、地質・土壌、植生、動物相等)、社会的条件(土地利用、公災害、法適用、文化財、緑地の保全志向、レクリエーション志向等)、その他(レクリエーション資源・施設、景観等)に関して幅広い調査項目を設定する。
- 次に、主として緑地の諸機能を多様な側面から解析・評価する。また、環境都市との関係で、都市の生態性にかかわる自然環境保全、健康性にかかわるレクリエーション、安全性にかかわる防災、快適性にかかわる都市景観、その他、教育・文化性や連帯性にかかわる側面からの解析・評価が考えられる。また、解析・評価の結果はオーバーレイによる総合化、シミュレーションによる予測等へと展開される。
- そして、計画の課題や目標の検討、計画原案の提示、代替案の検討等を経て計画が決定され、緑地の配置パターン、保全・整備の目標、目標実現のための施策等が導き出される。

同書には、緑地機能とランドスケープ計画の対象空間、調査項目および環境都市計画の目標との関係を示してある。

### 緑の基本計画
『環境都市計画事典』では日本の都市における代表的なランドスケープ計画としては、都市緑地法に基づく緑の基本計画をあげている。「緑の基本計画」は、緑地機能を環境保全、レクリエーション、防災および景観構成の4系統に分け、各系統の解析・評価を総合化し、緑地の多面的・複合的な機能を最大限に発揮し得る緑地パターン、緑地の配置計画や実現のための施策の方針を導き出す計画手法を採用しており、各自治体においてその策定が推進されている。
こうして日本において近年、緑の基本計画の推進のほか、エコシティ等の環境保全型都市整備や様々な都市緑化施策等が展開されつつある一方、都市整備に関する法体系の不備、経済性や利便性の優先、都市景観や市民活動に関する国民意識の歴史的希薄さ等は否めず、環境都市の構築に重要な環境教育・学習等も緒に着いたばかりであるとし、今後、景観法や都市緑地法等の運用をも踏まえ、ランドスケープに視座した積極的な環境都市の追求が必要としている。

## 類似の用語・用法
類似の用語・用法に造園計画があり、『造園用語辞典』（東京農業大学造園科学科編、彰国社、1985/1996 ISBN 978-4395100057）によると、この語の英語表記は (landscape planning) ではある。
一方で、ある土地空間のランドスケープ計画の意味で景観計画という言葉が、景観法で景観計画という計画制度が設置される以前にも、使用されてきた。
『造園用語辞典』で鈴木忠義はこの景観計画を、広大な自然景観、田園景観、都市景観、地区景観、公園の景観など、庭園の観念からはずれた空間の景観について、美的な評価を導入し、計画することとしており、そういった空間の最後の美しい景観を作るための計画であり、空間的トータルの観念としている。
それゆえに、景観は、将来予測を必要としている、としている。鈴木は、人間を主体として物や物の集合する空間が用・強・美の三位一体を持って評価され、用は機能であり、今日は合理的で安定・成長であり、美は美しいことで、人間の価値意識は用→強→美の順序で変化し、縄文土器ですらこの三位一体が認められるとしている。その上で、景観では、空間が空間におけるものの集合で成立するゆえに単体における用・強・美の追求を、その集合である「景観」にそのまま適応するかどうかはいえないとしている。
景観の構造は成立している視点、対象、そのつなぎ、対象の背景という、４つの要素で成り立っており、視点は、三次元の空間で移動する他、垂直軸および水平軸で回転し、対象は、巨大な自然から、焦点ともなる小人工物まであり、つなぎはまったく視線を遮断してしまうとゼロになる一方、視点と対象を直結することもあり、背景は、単純化により対象を浮かび上がらせたり、調和させたり、埋没させることまであることから、各要素の操作範囲はゼロから無限大まであるとし、景観の要素は自然の営力によっても変化するとみられている。
鈴木はさらに結果として、景観をどのように育成していくかの目標を定めるための評価がなされなければならず、その後に操作活動をも計画することが必要となるとした。
なお、景観の分析と評価は、数量化理論や計量心理学の応用により著しく進歩し、さらに、上記4つの要素を操作する技術も拡大し自由度は向上してきているため、景観計画の研究では、景観評価と計画目標の設定が中心となっていると述べられている。
『造園ハンドブック』（日本造園学会・編 技報堂出版、1978)で池原謙一郎は、景観計画とは「人間を取巻く多様な環境における視覚面における計画で、自然景観や人工景観の美しさ、またその両者の美しい調和を求めようとするもの」としている。これを視覚的側面からアプローチする空間の演出、それが景観計画であり、ランドスケープ・デザインの本質的部分に相当しているが、景観を地域的概念としてとらえた場合、景観計画自体も地域計画の一翼を担う内容をもち、これは「全体空間系」に属する計画分野となるので、視覚的デザインの意味に限定して解説を進めると、景観の構成には、人間の視点の移動を前提とするダイナミック(動的)な構成と、視点が静止の状態におけるスタテック(静的)な構成とがあり得るとしている。
このほか、敷地計画が社会的・経済的課題や環境に関する課題の増大を背景として発展してきたもので、敷地計画の一般的概念では語れない面的で自然的ランドスケープ的なエリアの開発プロジェクトの計画をアメリカではランド・プランニング（Land Planning）と呼んでいる。丘陵地における住宅地や複合的新都市などの都市開発においては土地造成や緑地保全、また建築や交通、排水等を総合的に計画する敷地計画が必要とされ、その中で造成計画が重要な空間デザイン要素となっているのであるが、日本での丘陵地開発においてはランドプランニングに当たる計画デザインの技法もプロセスも明確ではない。このため希少でありかつあまり表に出ない潜在する技術となって発展してきたのであるが、このプロセスは丘陵地の地形を扱うことばかりでなく、低平地の市街地であっても河川や道路であっても、地形を理解することは景観・デザインのプロセスそのものであり、特に重要なことは、その理解の延長に等高線によって地形をデザインする能力が必要になるということである。そして等高線/コンターによる3次元のデザインは非常に複雑な技術であり、造成デザインと配置計画を同時に行う必要があることから、一般には解りづらく、敷地計画が平面計画に偏りがちになっているという。

### 景観基本計画
景観法制定以前から、自治体はその所管地域の景観を保全保存・整備創造するために、総合的かつ計画的に取り組む施策の体系を策定している。これが景観基本計画と呼ばれるもので、「景観形成計画」や「景観マスタープラン」とも呼ばれる。
そのおもな内容として、審査、表彰制度、モデル事業などを含んで地域景観特性の把握、景観形成の課題と目標、基本と重点整備地区・景観ガイドラインなどが挙げられる。